# ساخت اجتماعی واقعیت
ساخت اجتماعی واقعیت کتابی است دربارهٔ جامعه‌شناسی معرفت نوشتهٔ پیتر برگر و توماس لاکمن که در سال ۱۹۶۶ منتشر شد. این اثر عبارت ساخت اجتماعی را در علوم اجتماعی مرسوم کرد و بیشتر از کار آلفرد شوتس متأثر است. این کتاب در سال ۱۳۷۵ توسط فریبرز مجیدی به زبان فارسی ترجمه شده‌است.

## مفاهیم اساسی

### ذخیره اجتماعی دانش
نظریه‌های پیشین (برای مثال، ماکس شلر، کارل مانهایم، ورنر استارک، کارل مارکس و ماکس وبر) اغلب به دانش علمی و نظری توجه بسیاری می‌کردند ولی این تنها بخش کوچکی از دانش اجتماعی است که مربوط به گروه بسیار محدودی است. آداب و رسوم، تفاسیر رایج، نهادها، روال‌های مشترک، عادت‌سازی‌ها، در فرآیندهای اجتماعی و تقسیم کار، چه کسی چه کاری می‌کند، بخش بسیار بزرگ‌تری از دانش در جامعه را تشکیل می‌دهند.

دانش نظری تنها بخش کوچکی است و به هیچ وجه مهم‌ترین بخش آن چیزی است که برای دانش در یک جامعه می‌گذرد. دانش اولیه در مورد نظم نهادی دانش است… مجموع «آنچه همه می‌دانند» در مورد یک جهان اجتماعی، مجموعه ای از اصول، اخلاق، ضرب‌المثل خرد، ارزش‌ها و باورها، اسطوره‌ها، و غیره است.» (ص ۶۵)

### حوزه‌های معنایی
مجموعه کلی دانش به صورت اجتماعی توزیع و در زمینه‌های معنایی طبقه‌بندی شده است. توزیع پویا و وابستگی‌های متقابل این بخش‌های دانش ساختاری را برای ذخیره اجتماعی دانش فراهم می‌کند:

مجموعه اجتماعی دانش واقعیت را با درجاتی از آشنایی متمایز می کند... دانش من از شغل خودم و دنیای آن بسیار غنی و خاص است، در حالی که من فقط دانش بسیار مختصری از جهان شغلی دیگران دارم (ص ۴۳). بنابراین توزیع دانش با این واقعیت ساده آغاز می‌شود که من همه چیزهایی را که برای همنوعانم می‌دانم نمی‌دانم و بالعکس، و به نظام‌های تخصصی بسیار پیچیده و باطنی ختم می‌شود. آگاهی از نحوه توزیع دانش موجود در جامعه، حداقل در طرح کلی، عنصر مهمی از همان ذخیره دانش است. (ص ۴۶)

### زبان و نشانه‌ها
زبان همچنین نقش مهمی در تحلیل ادغام واقعیت روزمره دارد. زبان دانش عامیانه را با استان‌های محدود معنا پیوند می‌دهد، بنابراین افراد را قادر می‌سازد، برای مثال، رویاها را از طریق درک‌های مربوط به روز تعبیر کنند. زبان قادر است از واقعیت زندگی روزمره به طور کلی فراتر رود. می‌تواند به تجربیات مربوط به استان‌های محدود معنا اشاره کند، می‌تواند حوزه‌های گسسته‌ای از واقعیت را در برگیرد... زبان به مناطقی سرازیر می‌شود که نه تنها بالفعل، بلکه به طور پیشینی برای تجربه روزمره در دسترس نیستند. (ص ۴۰) در مورد کارکرد زبان و نشانه‌ها، برگر و لاکمن مدیون جورج هربرت مید و دیگر چهره‌های این حوزه هستند که به عنوان کنش متقابل نمادین، به ویژه در مورد امکان ساخت عینیت، اذعان می‌شود.
نشانه‌ها و زبان قابلیت همکاری را برای ساخت واقعیت روزمره فراهم می‌کنند:

«یک نشانه قصد آشکاری دارد که به عنوان شاخصی از معانی ذهنی عمل کند… زبان می‌تواند به مخزن عینی انباشته‌های گسترده معنا و تجربه تبدیل شود که می‌تواند در زمان حفظ کند و به نسل‌های بعدی منتقل کند… زبان همچنین تجربیات را نشان می‌دهد و به من اجازه می‌دهد تا آنها را در دسته‌های گسترده‌ای قرار دهم که نه تنها برای خودم بلکه برای همنوعانم معنا دارند.» (صص ۳۵-۳۹)

### واقعیت روزمره اجتماعی
واقعیت روزمره اجتماعی با بین الاذهانی (که به همزیستی واقعیت‌های چندگانه در این زمینه اشاره دارد) مشخص می‌شود (صص ۲۳-۲۵):

«در مقایسه با واقعیت زندگی روزمره، واقعیت‌های دیگر به‌عنوان استان‌های محدود معنا ظاهر می‌شوند، محصوراتی در درون واقعیت برتر که با معانی محدود و شیوه‌های تجربه مشخص شده‌اند.» (ص ۲۵)

این در تضاد با واقعیت‌های دیگر است، مانند رویاها، سازه‌های نظری، باورهای مذهبی یا عرفانی، جهان‌های هنری و خیالی و غیره در حالی که افراد ممکن است از واقعیت‌های دیگر (مانند تماشای فیلم) دیدن کنند، هنگامی که فیلم تمام می‌شود همیشه به واقعیت روزمره بازگردانده می‌شوند.) (ص ۲۵)
افراد این ظرفیت را دارند که در مورد این واقعیت‌ها، از جمله واقعیت اجتماعی روزمره خود، تأمل کنند. این نوع بازتاب اغلب به عنوان بازتابندگی شناخته می‌شود ولی بسیار مهم، حتی بازتاب باید از برخی از ماده منبع استفاده کند یا ریشه در بین‌الاذهانی داشته باشد. بنابراین، پیشنهاد شده است که: همان طور که کارگزاران ظرفیت‌های بازتابی خود را اعمال می‌کنند، گذشته‌ای متشکل از تجربیات اجتماعی انباشته شده یا ته‌نشین شده در ذخایر دانش را با خود می‌آورند که راهنمایی لازم برای ادامه زندگی آنها و تفسیر واقعیت اجتماعی آنها را فراهم می‌کند.